# Luperina leechi
Luperina leechi là một loài bướm đêm trong họ Noctuidae.